# Microdytes pasiricus
Microdytes pasiricus là một loài bọ cánh cứng trong họ Bọ nước. Loài này được Csiki miêu tả khoa học năm 1938.